# Ritz Instrument Transformers
Die Firma RITZ Instrument Transformers mit Sitz in Hamburg ist ein internationaler Messwandler-Hersteller im Bereich der Nieder- und Mittelspannung. Das Unternehmen beschäftigt rund 850 Mitarbeiter in seinen acht Produktionsstandorten in verschiedenen Ländern.

## Geschichte
Hans Ritz gründete am 16. Juli 1945 in Hamburg die „Ritz Messwandler GmbH & Co KG“, das Stammhaus der heutigen internationalen Firmengruppe Ritz Instrument Transformers GmbH. 1953 lieferte Ritz neun 380-kV-Stromwandler mit kapazitivem Spannungswandlerteil an die Königliche Wasserfallgesellschaft nach Nordschweden für das erste Höchstspannungsnetz der Welt. 1956 wurde in Marchtrenk (Österreich) die erste Auslandstochter gegründet mit 18 Mitarbeitern unter der Leitung von Anton Fink. 1989 wurde das Wandler- und Transformatorenwerk Wirges (WTW) bei Ritz eingegliedert. 1991 wurde der TuR Fertigungsbereich für Messwandler von der Ritz Messwandler GmbH in Hamburg übernommen und unter TuR Messwandler GmbH weitergeführt. 1998 wurde in Kecskemét (Ungarn) eine weitere Auslandstochter gegründet. 1999 wurde die Mittelspannungssparte von Messwandlerbau Bamberg (MWB) gekauft, hierfür wurde ein neues Werk in Kirchaich (nahe Bamberg) errichtet. 2000 wurde eine weitere Auslandstochter in Shanghai (China) gegründet. Heute fertigt Ritz dort Komponenten für Mittelspannungsmesswandler. Im Jahre 2007 wurden die Firmen TuR Messwandler GmbH in Ottendorf-Okrilla, MWB Mittelspannungs GmbH in Oberaurach-Kirchaich, Wandler- und Transformatorenwerk Wirges GmbH in Wirges und die Ritz Messwandler GmbH in Hamburg unter dem Namen RITZ Instrument Transformers GmbH vereint. Im Jahr 2010 wurde in Lavonia (USA) eine weitere Auslandstochter gegründet. Ebenso wurde im Jahre 2007 der Bereich Hochspannungs-Messwandler an die Fa. Trench verkauft.

## Standorte
- Hamburg (Deutschland), 1945 gegründet[1]
- Wirges (Deutschland), 1989 in die Ritz-Gruppe eingegliedert[2]
- Dresden (Deutschland), 1991 von der Ritz-Gruppe übernommen[3]
- Kirchaich (Deutschland), 1999 von der Ritz-Gruppe dazugekauft[4]
- Marchtrenk (Österreich), 1956 gegründet (erste Auslandstochter)[5]
- Kecskemét (Ungarn), 1998 gegründet[6]
- Shanghai (China), 2000/2001 gegründet[7]
- Lavonia (USA), 2010 gegründet[8]